# Dorfkirche Hochstedt
Die evangelische Dorfkirche Hochstedt stand im Ortsteil Hochstedt der Stadt Nordhausen in Thüringen.

## Geschichte
Die 1831 erbaute Kirche hatte mehr als 100 Sitzplätze. 1958 gehörten 80 Mitglieder zur Kirchgemeinde, als Pfarrer Lerchner die Pfarrstelle in Hochstedt übertragen bekam. Damals waren die Balken der tragenden Dachkonstruktion vom Hausbock befallen und zerstört. Drei der vier Eckpfeiler kippten, bedingt durch Bodensenkungen, nach außen weg. 1964 wurde das Gebäude baupolizeilich wegen Baufälligkeit und Einsturzgefahr gesperrt. Mangels Geld und Material für eine Generalsanierung wurden die Gläubigen an die Pfarrkirche in Nordhausen-Salza verwiesen. 1965 wurde die Dorfkirche abgebrochen.
Die Gläubigen und Einwohner errichteten im Jahr 1968 eine kleine Kapelle mit nebenstehendem Glockenstuhl. Die Baukosten in Höhe von 22.000 DDR-Mark wurden größtenteils durch Spenden der Gemeindemitglieder aufgebracht. Am 30. Juni 1968 wurde die Kapelle durch Propst Hoffmann aus Nordhausen eingeweiht. Am 9. Mai 1993 feierte die Gemeinde im großen Festzelt gemeinsam mit der Partnergemeinde Altenbochum das 25-jährige Bestehen der Kapelle.